# KV36
A KV36, no Vale dos Reis em Egito, foi utilizada para o enterro do nobre Maierperi da décima oitava dinastia .
Redescoberta por Victor Loret em março de 1899, a tumba foi encontrada por estar substancialmente inalterada. Porém, ela ficou por muito tempo sem ser propriamente divulgada e não é tão conhecida como outras tumbas do vale.
Entre os itens recuperados estavam duas coleiras de cachorro, uma com a inscrição do dono do cão, Tantanouet, e um papiro com uma cópia do Livro dos Mortos.